# Океанология
Океаноло́гия (от океан и др.-греч. λόγος — «суждение», «слово») или океаногра́фия (от океан и др.-греч. γραφειν — «пишу», «описываю») изучает крупномасштабное взаимодействие океана и атмосферы и его длиннопериодную изменчивость, химический обмен океана с материками, атмосферой и дном, биоту и её экологические взаимодействия, геологическое строение дна, устанавливает местные или локальные процессы, происходящие за счёт обмена энергией и веществом между различными районами океана.
Океанология представляет собой, по существу, совокупность дисциплин, изучающих физические, химические и биологические процессы, протекающие в океане в целом, в его отдельных регионах (региональная океанология), в окраинных и внутренних морях. Считается комплексной наукой о природных процессах во всем многообразии Мирового океана. Его изучают как отдельный естественный объект масштаба Земли, в котором происходят различного рода процессы. В России понятие «океанография» обычно подразумевает тот же предмет, но без биологической составляющей.

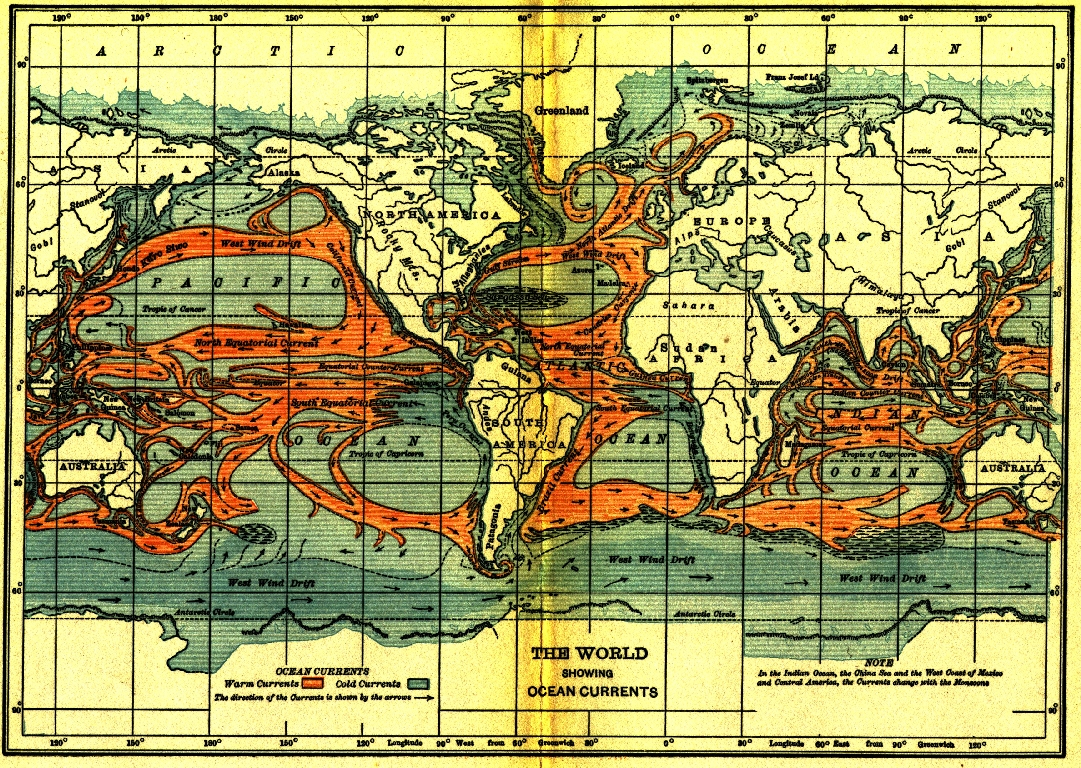
Карта океанических течений, составленная в 1911 году

## Разделы океанологии
Океанологию можно подразделить на следующие семь частей:
- Морская биология или биологическая океанография, изучает растения и животных (биоту) океанов и их экологические взаимодействия.
- Химическая океанология, изучает химию океана.
- Морская геология или геологическая океанография, изучает геологию и минеральные ресурсы океанического дна, а также тектонику плит
- Взаимодействие океана и атмосферы
- Физическая океанология[англ.], изучает физические свойства морской воды (термодинамика, акустика, оптика), динамические процессы в океане (течения, волны, приливы, турбулентные движения), а также структуру вод в океане (водные массы)
- Техническая океанология, изучает приборы, используемые в океанологии; их применение в научных экспедициях и их ремонт.
- Промысловая океанология, прикладная наука, изучающая влияние среды обитания на воспроизводство, распределение и поведение скоплений промысловых объектов с целью рациональной эксплуатации биологических ресурсов Мирового океана.

## Научные организации
- Институт океанологии РАН
- Государственный океанографический институт (ГОИН)
- Всероссийский НИИ рыбного хозяйства и океанографии

## Высшее образование
- Географический факультет МГУ имени М. В. Ломоносова
- Институт гидрологии и океанологии РГГМУ
- Кафедра океанологии СПбГУ